# Attenkirchen
Attenkirchen este o comună din landul Bavaria, Germania.